# Вели Јоже (ТВ филм)
„Вели Јоже” је југословенски ТВ филм из 1969. године. Режирала га је Мирјана Самарџић а сценарио је, базиран на причи Владимира Назора, написала Мила Станојевић Бајфорд

## Улоге
| Глумац         | Улога     |
| -------------- | --------- |
| Љуба Тадић     | Вели Јоже |
| Божидар Дрнић  |           |
| Никола Милић   |           |
| Маријан Ловрић |           |
| Тома Курузовић |           |
| Ђорђе Пура     |           |